# 長谷川穂積
長谷川 穂積（はせがわ ほづみ、1980年12月16日 - ）は、日本の元プロボクサー。兵庫県西脇市出身。。元WBC世界バンタム級王者。元WBC世界スーパーバンタム級王者。元WBC世界フェザー級王者。世界3階級制覇王者。
バンタム級では5年間世界王座に君臨し、その間10度の防衛に成功。また、4度の年間MVPを受賞しており、超高速の連打と絶妙なカウンターパンチ、卓越したディフェンステクニックとスピードを誇る。現役時代は千里馬神戸ボクシングジム→真正ボクシングジムに所属していた。

## 人物
5人兄弟の長男（2番目）として誕生。

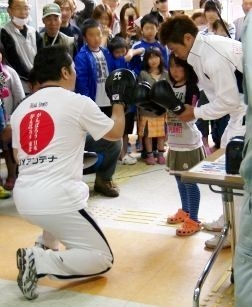
2011年5月、東北地方太平洋沖地震後に宮城県亘理郡山元町に設けられた避難所を慰問した際の長谷川（右）と山下正人

指名試合以外でもランキング上位者を中心に対戦している。また、日本テレビは長谷川の世界王座獲得以来、長谷川の防衛戦の放送を「ワールドプレミアムボクシング・The Real」と銘打って大々的に中継するようになった。
世界王者になる前の長谷川は、スピードとバランスを生かしてポイントを稼ぐための“倒さないボクシング”を徹底しており、世界王座獲得直後のインタビューでは「地味なチャンピオンでいい」と謙虚に語っていたが、王者になって以降は徐々に“KOするボクシング”を目指してファイトスタイルを改良してゆき、WBCバンタム級王座10度の防衛のうち7度のKOを果たしている。
バンタム級では減量苦であることと当時のWBCのバンタム級世界ランカーには世界的な知名度と人気を誇る選手がいなかったため、一時期の目標は「ラスベガス進出、他団体との統一王者、日本人史上初の3階級制覇」であったが、具志堅用高の持つ日本人史上最多の世界王座13連続防衛記録が近づくにつれて、防衛戦に勝つたびに次戦で階級を上げるかバンタム級に残留するか苦悩する発言が多くなっていた。
所属する真正ジムの会長で長谷川の専属トレーナーも務めているのは、元兵庫県警警察官でボクサー経験皆無という異色の経歴の持ち主である山下正人。元々は千里馬神戸ジムで長谷川を指導していたが、同ジムから独立し真正ジムを設立した際、長谷川も同ジムに移籍した。
長谷川の世界タイトルマッチでは全て帝拳プロモーションの本田明彦会長がプロモーターを務めており、真正ジムの山下会長は帝拳ジムでJBCのライセンスを取得しており帝拳と深いつながりがある。また、帝拳ジム所属の粟生隆寛、ホルヘ・リナレスらとは仲が良く、一緒にハワイ合宿に行くなど切磋琢磨している。特に粟生は長谷川にとって弟分のような存在である。（#交友・逸話も参照）
17歳の頃に知り合った夫人と2002年に結婚。現在は2人の子を持つ父親でもある（試合時に着用しているトランクスには第1子=長男の名前を入れている）。長谷川がバラエティ番組に出演した際には妻の恐妻ぶりがしばしば笑いのネタとなっている。しかし、自他共に認める大食いである長谷川が減量に苦しんでいる時にはカロリーが少なく栄養がある食品を選んで、少しでも豪華な料理と感じられるように盛り付けを工夫したり、一緒に減量するなど長谷川を献身的に支えており、長谷川は常々妻への感謝を口にしている。
プロデビュー時の体重は56ほどだったが、WBCバンタム級王座在位時には66になり、防衛戦のたびに13キロを超える減量を強いられた。自身は常々「早く階級を上げたい。スーパーバンタム級（55.338kgリミット）でもキツイくらい。フェザー級（57.153kgリミット）なら楽に戦える」と語っていた。その後、11度目の防衛戦で王座陥落後、スーパーバンタム級を飛び越し、フェザー級に転向。
試合を控えた時期の会見において、世界王座3度目の防衛戦以来、対戦相手の母国語で書かれたメッセージをプリントした「挑発Tシャツ」を作って披露することが恒例となっている。挑発とはいっても過度な暴言などではなく、ダジャレを効かせたものや軽いノリで作ったものが多い。
2005年の初防衛戦では極度の緊張から前日は眠ることができなかった。
長谷川の母親は2006年11月に大腸癌が発見されて以来、闘病生活を送っていた。特に最先端の陽子線治療を受ける際には陽子線治療機関への一度の入院で約300万円の医療費がかかるため、「母親のためにも絶対に勝ち続けて医療費を稼ぎたい」という気持ちが大きなモチベーションの一つになっていた。一方の母親も息子の試合当日は病をおして必ず会場まで応援に駆け付けていたが、息子のWBCフェザー級王座挑戦を1か月後に控えた2010年10月24日に死去。その後、長谷川は11月26日の試合で王座獲得を果たした際、リング上で母親の遺影を掲げ喜びを表した。
過去に使用していた入場テーマは、「Once You Had Gold（Enya）」。フェザー級王座陥落後は「Fighting Man（清木場俊介）」（#交友も参照）。座右の銘は「意志道拓」である。
2014年10月26日、初のフルマラソンとなる大阪マラソンに出場し、20km付近まで給水しなかったため脱水症状になりながらも、5時間35分20秒で完走した。
その後、2015年10月、大阪マラソンに出場し、4時間10分26秒で完走。2017年11月、神戸マラソンに出場し、4時間38分12秒で完走した。

## 来歴
小学2年時から元プロボクサーの父親（バンタム級で3戦したが心臓の欠陥が発見されて引退）にボクシングを教わるようになるが、その厳しさに反発し中学時代は卓球部に所属。市大会で優勝したこともある。兵庫県立多可高等学校全日制時代は後の夫人となる女性と遠距離恋愛に至り学業が疎かになったことで留年が決定し、これが原因で2年で中退。本人曰くその女性と一緒に暮らしたくて中退する口実を作ろうと意図的に赤点を複数取ったという（後に兵庫県立西脇北高等学校定時制に編入して19歳で卒業）。その後、千里馬神戸ジムに入門。これは実家を離れて上記の女性と同居する際父親に課された条件であり、ここから本格的にボクシングを始める。プロテストの一度目はスタミナ不足もあり不合格となったが、2度目の受験で合格し、1999年11月22日にプロデビュー。4回戦時代は2度の判定負けを経験。（2回目の敗戦は麻疹で練習が殆ど出来ず、試合当日も体温39度以上の状態だった。後に6回戦で再戦し勝利している。）一時期スーパーバンタム級で試合した経験も有する。
2002年10月27日、まだノーランカーだったが、日本バンタム級4位の熟山竜一にフルマークの10回判定勝ちを収めて注目を集めるようになる。

### 東洋太平洋王座獲得
2003年5月18日、ジェス・マーカ（フィリピン／42勝（17KO）17敗5分）を12回判定に降し、OPBF東洋太平洋バンタム級王座を獲得。その後、3度の防衛に成功し、2004年12月20日に王座を返上。
2004年10月30日、両国国技館にてWBAミニマム級王者新井田豊の初防衛戦の前座として、当時WBA4位の鳥海純と世界挑戦権をかけて対戦。10R判定で勝利し、当時WBC王者のウィラポンへの挑戦権を獲得した。

### 世界バンタム級王座獲得
2005年4月16日、20戦目で世界初挑戦。日本武道館で行われたダブル世界戦の1試合（もう1試合は新井田豊のWBA世界ミニマム級王座2度目の防衛戦）でWBC世界バンタム級王者ウィラポン・ナコンルアンプロモーション（タイ／47勝（33KO）1敗2分）に挑む。ウィラポンは1998年12月に辰吉丈一郎を破って王座獲得。その後、辰吉との再戦にも勝利し、さらに西岡利晃の挑戦も4度退け、この試合が15度目の防衛戦。試合は長谷川は序盤から有効打を的確に当て、4回までリードを奪っていく。しかし、ウィラポンも王者の意地を見せ、試合の中盤を支配した。終盤、長谷川はスタミナ切れを起こし始めたウィラポンを攻め立て、10回にはウィラポンをグラつかせた。最終12回まで壮絶な打ち合いを展開し、3-0の判定勝ち。世界王座奪取に成功した。この試合は2005年度年間最高試合に選ばれた。
この世界王座奪取が高く評価され、5月には西脇市民栄誉賞を受賞した。

#### 初防衛戦
2005年9月25日、初防衛戦が横浜アリーナにて行われた。当初、ランキング1位のディエゴ・モラレス（メキシコ）との指名試合となる予定だったが、モラレスが練習中に負傷。試合1週間前になって急遽、ランキング8位のヘラルド・マルチネス（メキシコ／27勝（20KO）5敗2分）に変更となった。モラレスはサウスポーなのでこれまでサウスポー対策の練習をしてきたが、マルチネスはオーソドックススタイルだった。
試合では序盤から長谷川がペースをつかみ、2回にはマルチネスを2度倒した（しかし、いずれも「スリップ」と判断された）。その後、3回には正真正銘のダウンを奪う。そして、迎えた7回、開始早々強烈な左ストレートでダウンを奪う。その後1分も経たないうちに、早い連打で2度目のダウンを奪う。そして、両者捨て身の打ち合いとなり、最後は長谷川の左がマルチネスを捕らえ、3度目のダウン。ここでレフェリーが試合をストップ。7回2分18秒TKO、通算4度のダウンを奪う快勝で防衛成功。

#### 2度目の防衛戦・ウィラポンとの再戦
2006年3月25日、神戸・ワールド記念ホールで2度目の防衛戦。世界王者として地元での初の凱旋試合となったこの試合は11か月前にベルトを奪った前王者ウィラポン・ナコンルアンプロモーション（タイ／52勝（37KO）2敗2分）との再戦となった。
ウィラポンは前回の長谷川戦後、5試合を戦い全勝（4KO）。ランキング1位の指名挑戦者として日本のリングに戻ってきた。
試合はラウンドが進むにつれて長谷川のパンチがウィラポンを捕らえ始め、6回には強烈な左アッパーが炸裂、ウィラポンをダウン寸前まで追い込む。7・8回はウィラポンが徹底的なボディーブロー攻めで流れをつかもうとする。そして、9回開始10秒、長谷川の右フックがカウンターでクリーンヒットし、ウィラポンが前のめりにダウン。ウィラポンは立ち上がろうと試みるも、ダメージが大きく立ち上がることができず。結局、レフェリーがカウントを途中で止め、試合をストップ。長谷川が前王者を返り討ちした。
この試合も1年前と同じく、年間最高試合に選ばれた。

#### 3度目の防衛戦
2006年11月13日、長谷川が王座奪取に成功した時と同じ日本武道館で3度目の防衛戦。1位の指名挑戦者ヘナロ・ガルシア（メキシコ／35勝（20KO）4敗）を迎える。なお、この試合は当初7月に後楽園ホールで行われる予定であったが、王者が試合に向けての練習中に負傷してしまったため、延期となっていた。第1Rは、挑戦者が前に出てきて、王者がかわしながらパンチを出す展開となった。2Rから長谷川は徐々にパンチを浴びせるようになり、4Rには左アッパーでダウンを奪う。しかし、ここから挑戦者のしぶとさが目立つようになり、長谷川もパンチを浴びるようになる。長谷川は第7Rには挑戦者のヒッティングにより軽くカットし、8Rにはバッティングによるカットで血まみれになりながら戦い、8R終盤にはこの日2つ目のダウンを奪う。最終的に12R判定（3-0）で勝利したものの、KO防衛出来なかったことを観客に謝罪した。
試合後の控え室で、当時WBCスーパーフライ級王者徳山昌守から挑戦状を渡された。しかし、長谷川は海外進出を強く希望していたため実現しなかった。結果、徳山は引退を迎えることになった。

#### 4度目の防衛戦
2007年5月3日、有明コロシアムにて、WBC世界4位のシンピウェ・ベチェカ（南アフリカ／16勝（9KO））と対戦。史上初となる日本vs.南アフリカの世界戦対決だったが、長谷川が判定勝ちして、4度目の防衛を飾った。

##### ジム移籍
2007年9月20日、長谷川を直接指導する山下正人トレーナーが千里馬神戸ジムから独立し、真正ジムを旗揚げしたのに伴い、長谷川自身も同ジムへ移籍することが発表された。日本のプロボクシング史上、現役世界王者が所属ジムを国内間で移籍することは初めてのケースとなった。

#### 5度目の防衛戦
2008年1月10日、大阪府立体育会館第一競技場に於いて、欧州バンタム王者でありWBC世界同級1位のシモーネ・マルドロット（イタリア／26勝（9KO）1敗）を挑戦者に迎え5度目の防衛戦に臨んだ。前述のジム移籍問題があったため、8か月ぶりの試合となった。試合は序盤、長谷川が右目上を大きくカットし流血するというアクシデントに見舞われた。中盤以降は王者、挑戦者の両者共に譲らず激しい打撃戦を繰り広げた。右目上をカットした長谷川は、要所で的確に有効打を決め、確実にポイントを集めた。最終12ラウンドでは両者が真っ向から打ち合い、世界戦に相応しい好試合となった。試合は長谷川が大差の判定勝ちを収め、日本人ボクサーで初めて世界バンタム級王座を5度防衛することに成功した。
この試合は米国進出へのテストマッチとなっていたが、長谷川の流血を伴う判定防衛によって保留となった。

#### 6度目の防衛戦
2008年6月12日、日本武道館に於いて、WBC世界同級9位のクリスチャン・ファッシオ（ウルグアイ／14勝（9KO）2敗）を挑戦者に迎え6度目の防衛戦に臨んだ。第1Rのゴングから長谷川が積極的にパンチを当て、ファッシオを圧倒すると、続く第2R、カウンターの左ストレートがヒットし、ファッシオからダウンを奪う。ファッシオは何とか立ち上がったものの、長谷川の猛攻は止まらず、2度目のダウンを奪ったところでレフェリーが試合を止めた。長谷川の世界戦ノックアウト勝ちは、2006年3月の2度目の防衛戦以来。連続防衛記録を6と伸ばすと共に、試合終了後、「次はラスベガスで防衛戦をやりたい」と長谷川はかねてから希望している海外進出への意欲を滲ませた。
その後、7月4日に東京都内で右目上の違和感を伴っていたしこりを除去する手術を受けた。この部位が原因となって過去にも起きたことがある出血のリスクを下げることなどを期待してのものであった。

#### 7度目の防衛戦
前述のように念願のアメリカのラスベガスへの進出を実現するべく、7度目の防衛戦の相手としてアメリカでも知名度の高いホルヘ・アルセ、アレクサンデル・ムニョスといった強豪選手にラスベガスでのタイトル戦のオファーを出していたが、アルセは母国メキシコでの対戦に固執し、ムニョスは「長谷川には勝てない」と対戦を拒否したため、念願のラスベガス進出は持ち越しとなった。
2008年10月16日、国立代々木第一体育館に於いて、WBC世界同級2位のアレハンドロ・バルデス（メキシコ／21勝（15KO）2敗1分）を挑戦者に迎え7度目の防衛戦に臨んだ。長谷川は常々「サウスポーは苦手」と公言しており、プロボクサー生活において公式戦でのサウスポーとの対戦経験がわずか1度ということもあって、リーチに勝るサウスポーの挑戦者に苦戦も予想されたが、2回2分41秒、レフェリーストップによるTKO勝ち。前回のファッシオ戦に続き2試合連続のKO勝利となった。また、世界王座7度連続防衛は日本人選手としては具志堅用高（元WBA世界ジュニアフライ級チャンピオン／協栄ボクシングジム）の13度、新井田豊（元WBA世界ミニマム級チャンピオン／横浜光ボクシングジム）の7度に続く2位タイの快挙である。
タイトルを7度連続防衛したことにより、これまで長く日本国内を戦場としていた長谷川が、ラスベガスに進出する計画が持ち上がった。

#### 8度目の防衛戦
2009年3月12日、神戸・ワールド記念ホールで1位の指名挑戦者ブシ・マリンガ（南アフリカ／18勝（11KO）2敗1分）を相手に8度目の防衛戦を行った。長谷川が苦手とするサウスポー、リーチで長谷川を19cmも上回り、なおかつ17連勝中で世界ランク1位の指名挑戦者が相手とあって、苦戦を危惧する声も挙がっていた。しかし、いざ試合が始まってみると、初回1分30秒過ぎに左ストレートで最初のダウンを奪う。程なくして2度目のダウンを奪った後、2分37秒に左クロスカウンターで3度目のダウン。ここでレフェリーストップが掛かり、初回TKO勝ち。王座防衛に成功した。日本のジムに所属する世界王者の3戦連続KO防衛は、具志堅用高の6戦連続に次ぎ、渡辺二郎の3戦連続に並ぶ2位タイ記録で、26年ぶりの快挙を達成した。

#### 9度目の防衛戦
2009年7月14日、前回防衛戦と同じ神戸・ワールド記念ホールで4位ネストール・ロチャ（アメリカ／21勝（7KO）1敗）を相手に9度目の防衛戦。初回2分過ぎ、左右のコンビネーションから右フックで最初のダウンを奪うと、何とか立ち上がった相手に更に連打を浴びせ、程なくして2度目のダウン。ここでも立ち上がったものの、レフェリーストップが掛かり、2分28秒TKO勝ち。これにより長谷川は勇利アルバチャコフ（ロシア/協栄ジム）と並び、世界王座連続防衛・国内記録2位タイを記録すると同時に、具志堅用高（協栄ジム）以来となる世界王座4連続ノックアウト防衛（ちなみに具志堅は6連続ノックアウト防衛を記録している）という日本人世界王者として2人目の快挙を達成。さらに、2戦連続初回KO防衛はバンタム級世界戦史上初の快挙。ちなみにこの試合当日の長谷川の体重は、約60kgだった。
この試合の1か月前にはWBA・WBC・IBF世界スーパーフライ級統一王者ビック・ダルチニアンがWBCを通じて長谷川に正式な対戦オファーを出していた。これはダルチニアンが7月11日にIBF世界バンタム級王者ジョゼフ・アグベコに挑戦することが決定しており、長谷川が防衛に成功し、ダルチニアンがアグベコに勝ったら、WBC・IBF世界バンタム級王座統一戦としてラスベガスで対戦するというオファーだった。IBFを世界王座団体と認定していない日本ボクシングコミッションも「世界王座統一戦に限り、未公認団体王者との対戦を認める」という意向を表明した。しかし、ダルチニアンがアグベコに敗れてしまったため、この対戦は消滅した。

#### 10度目の防衛戦
2009年12月18日、神戸・ワールド記念ホールで10位にランクされるアルバロ・ペレス（ニカラグア）を相手に10度目の防衛戦。なお、この試合は当初、元WBA世界フライ級王者エリック・モレル（プエルトリコ）を挑戦者に迎えて行われることになっていたが、モレルが過去に刑事事件で逮捕歴があることが判明。入管難民法により入国が認められない可能性が生じたため、対戦相手がペレスに変更となった。試合は序盤から両者共に積極的にパンチを出し合う戦いとなった。そして、迎えた第4ラウンド、長谷川が体勢をやや崩しながらのショートレンジでの左ストレートをペレスの顔面に2発続けて放つと、ペレスが前のめりにダウン。2分38秒にレフェリーがカウントを途中で中止し、試合をストップ。これで5試合連続KO防衛となり、具志堅用高以来、日本人2人目となる同一世界王座連続10度防衛を果たした。
2009年から2010年にかけて長谷川の知名度は急上昇し、この試合後もほとんど休みを取らずにテレビ出演や雑誌の取材に応じた。これは長谷川が「皆さんの前に出させてもらうから知名度が上がる。知名度が上がるから、会場に人が来てくれるし、テレビで試合も見てくれる。そしてきちんと勝っていけば、自分の望む試合もできる」と考えてのことであった。

#### 11度目の防衛戦（WBO王者と事実上の統一戦）・王座陥落
減量苦から2階級上のフェザー級への転向も示唆していたが、2009年に一度合意に至っていたフェルナンド・モンティエル陣営と再交渉してバンタム級残留での事実上の統一戦を実現させた。長谷川は「自分のファイトマネーを削ってもいいから」とその対戦実現を訴え、モンティエル招聘のために5,000万円を支払ったとも言われる。
2010年4月30日、日本武道館で11度目の防衛戦。WBO世界同級王者フェルナンド・モンティエル（メキシコ）との事実上の統一戦に挑む。モンティエルはWBOで3階級（フライ級、スーパーフライ級、バンタム級）制覇を果たしている強豪。なお、WBOがJBC非公認の統括団体である事情から、この試合は長谷川が勝った場合はWBC王座防衛のみ、一方、モンティエルが勝った場合はWBC・WBO王座統一という変則ルールで行われることになった。試合は序盤から長谷川が優位に進めていたが、4回終了間際、モンティエルの左フックをまともに浴び大きくグラつくと、その後の連打でダウン寸前に陥る。そして、ラウンド終了のゴングとほぼ同時（2分59秒）にレフェリーストップが掛かりTKO負け。この瞬間、5年間保持してきた世界王座から陥落した。この試合は12月28日発表の2010年度ボクシング年間表彰で年間最高試合賞を受賞（国内ジム所属選手が敗れた世界戦としては2003年のWBC世界スーパーバンタム級「オスカー・ラリオス対仲里繁」戦以来7年ぶり）。さらに、年明け後の2011年1月3日にはWBCから2010年の「最も劇的な試合」にも選ばれた。

### フェザー級転向と日本人初、飛び級での2階級制覇達成
モンティエル戦後、都内の病院で検査を受けた結果、右アゴの骨折が判明。5月6日に神戸市内の病院で改めて検査を受けた結果、「右角部下顎（かがく）骨骨折」と診断され、10日に入院。翌11日に手術を受け、14日に退院。20日に所属ジムで現役続行を表明。モンティエルとの再戦を希望し、一時はバンタム級に留まることを宣言したが、その後のモンティエル側との交渉が難航。再戦は困難と判断し、フェザー級への転向を決意。2010年9月発表のWBC世界ランキングでフェザー級2位にランクされた。
バンタム級王座陥落から7か月後の2010年11月26日、名古屋・名古屋市総合体育館（日本ガイシホール）でのWBC世界フェザー級王座決定戦に出場。1位ファン・カルロス・ブルゴス（メキシコ）と王座を争った。
長谷川は初回から積極的に前へ出てパンチを打ち、中盤から終盤ではブルゴスのパンチにぐらついた場面もあったが、最終的には12ラウンドをフルに戦い抜き、結果3-0の判定勝ち。王座奪取に成功し、日本人選手としては初となる飛び級での2階級制覇を果たした。また、この日は同じリングでWBC世界スーパーフェザー級王座に挑戦した粟生隆寛も王座奪取に成功。兄弟分2人揃っての2階級制覇を果たした。

#### フェザー級王座初防衛戦・王座陥落
2011年4月8日、神戸ワールド記念ホールでフェザー級王座初防衛戦。指名挑戦者で元WBO世界バンタム級王者でもあるWBC世界同級1位ジョニー・ゴンサレス（メキシコ）と対戦。初回から激しい打ち合いに終始し、ゴンサレスの強打を度々被弾する。そして4回、挑戦者の右フックを浴びダウン。立ち上がったものの、ダメージが大きくレフェリーストップとなり58秒TKO負け。王座から陥落した。

##### 現役続行
2011年8月1日、所属する真正ボクシングジムでの会見にて現役続行を表明。同年12月17日に神戸市立中央体育館でWBCスペイン語圏フェザー級王者フェリペ・カルロス・フェリックス（メキシコ）を相手に再起戦が組まれたが、練習中に全治1か月の怪我を負ったため中止となった。
2012年4月6日、仕切り直しの再起戦。東京国際フォーラムにおいて前年12月に対戦予定だったフェリックスと改めて対戦し、7回2分28秒TKO勝ちを収めた。試合直後は進退を保留としたが、同月21日に現役を続ける意思を表明し、10月には、スーパーバンタム級とフェザー級の両睨みで世界王座復帰を目指すため、次戦をスーパーバンタム級で行うことを発表した。
2012年12月22日、神戸市立中央体育館にて世界前哨戦、55.8kg契約ノンタイトル10回戦で、WBC世界スーパーバンタム級13位のアルツロ・サントス（メキシコ）と対戦し、判定3-0で勝利した。

### スーパーバンタム級転向
2013年2月20日付けで、フェザー級からスーパーバンタム級に転級した。
2013年4月26日、神戸市立中央体育館にて56.2kg契約ノンタイトル10回戦で、タイ国フェザー級5位のウィラポン・ソーチャンドラシット（タイ）と対戦し、3回2分51秒KO勝ちを収めた。
2013年8月12日、大田区総合体育館にて56.7kg契約ノンタイトル10回戦で、メキシコスーパーバンタム級王者ヘナロ・カマルゴ（メキシコ）と対戦し、1回2分32秒TKO勝ちを収めた。
2013年12月3日、後楽園ホールでの東洋太平洋女子ミニフライ級王座決定戦・花形冴美 vs 黒木優子をメインとする興行にて元日本スーパーバンタム級王者木村章司の引退記念スパーリングの相手を務めることになった。なお、関西のジムに所属する長谷川は後楽園での試合経験はなく、それまで同所のリングではイベントでミット打ちを披露したのみである。
2014年4月23日、大阪府大阪市中央区の大阪城ホールにてIBF世界スーパーバンタム級王者キコ・マルチネス（スペイン）と対戦するが、7回1分20秒TKO負けを喫し3階級制覇達成とはならなかった。
2015年1月14日、所属する真正ボクシングジムで現役続行を表明。
2015年5月9日、神戸市立中央体育館にてWBC世界スーパーバンタム級9位、IBF世界スーパーバンタム級12位でWBCアメリカ大陸スーパーバンタム級王者オラシオ・ガルシア（メキシコ）とフェザー級10回戦を行い、3-0の判定勝ちを収め再起に成功した。
2015年6月9日、WBCは長谷川をWBC世界フェザー級9位にランクインした。
2015年12月11日、神戸市立体育館にてWBO世界スーパーフェザー級5位のカルロス・ルイス（メキシコ）とスーパーフェザー級10回戦を行い、3回と5回にダウンを奪われるも左カウンターなどで強気に試合を立て直し、3-0の判定勝ちを収めた。

#### 3階級制覇達成
2016年9月16日、大阪府立体育会館にてWBC世界スーパーバンタム級王者ウーゴ・ルイス（メキシコ）と対戦し、ルイスが9回終了時に棄権した為3階級制覇を達成した。同時にこれまで越本隆志が持っていた日本人男子の最年長世界王座奪取記録を35歳9ヶ月に更新した。

#### 現役引退
2016年12月9日、神戸市内で記者会見を行い、「9月16日の試合を最後としたい」「闘う理由がなくなった」として現役を引退することを表明した。世界王者として現役を引退したのは、大場政夫（WBA世界フライ級王者、現役中に交通事故死）と徳山昌守（WBC世界スーパーフライ級王者）に次いで3人目となった。

### 引退後
引退後は各局で放送されるボクシング中継に解説者として出演している。
また、2019年からは、舞台俳優としての活動も開始している。
2017年10月より、東京医療学院大学特任講師に就任
2018年4月、神戸市灘区にプロ選手育成を目的としないアマチュアスポーツジム「HOZUMI HASEGAWAフィットネス＆ボクシング」をオープンした。
2019年12月には、舞台『悲しき天使』で俳優デビュー。2020年5月に舞台『路地裏の優しい猫』に出演した。
2020年3月、YouTube公式チャンネルを開設。遊びや趣味、ボクシングについて本気で取り組んでいる。2021年5月、初生配信を行ない視聴者の質問などに答えた。チャンネル登録者数10万人を目指している。（2021年7月時）
2024年6月28日、主宰するジムがプロ加盟申請を承認された。これを機に「KOBE長谷川ボクシングジム」に改称する。

## 戦績
- プロボクシング：41戦 36勝 (16KO) 5敗

| 戦           | 日付           | 勝敗 | 時間     | 内容    | 対戦相手                               | 国籍             | 備考                                         |
| ------------ | -------------- | ---- | -------- | ------- | -------------------------------------- | ---------------- | -------------------------------------------- |
| 1            | 1999年11月12日 | ☆    | 4R       | 判定3-0 | 黒岩修一 （尼崎亀谷）                  | 日本             | プロデビュー戦                               |
| 2            | 2000年4月28日  | ☆    | 2R 1:59  | KO      | 石塚英樹 （守口東郷）                  | 日本             | 2000年西日本バンタム級新人王トーナメント予選 |
| 3            | 2000年7月30日  | ★    | 4R       | 判定0-3 | 竹田津孝 （森岡）                      | 日本             |                                              |
| 4            | 2001年1月28日  | ☆    | 4R       | 判定3-0 | 寺田吉徳 （京都拳闘会）                | 日本             | 2001年西日本バンタム級新人王トーナメント予選 |
| 5            | 2001年5月20日  | ★    | 4R       | 判定1-2 | 荒川正光 （京都拳闘会）                | 日本             |                                              |
| 6            | 2001年7月7日   | ☆    | 1R 2:13  | KO      | 吉岡義広 （風間）                      | 日本             |                                              |
| 7            | 2001年8月17日  | ☆    | 6R       | 判定3-0 | 竹田津孝 （森岡）                      | 日本             |                                              |
| 8            | 2001年10月21日 | ☆    | 6R       | 判定3-0 | 北原久己 （進光）                      | 日本             |                                              |
| 9            | 2002年2月8日   | ☆    | 2R 1:16  | KO      | ガムウォンワム・シスソバ               | タイ             |                                              |
| 10           | 2002年4月21日  | ☆    | 6R 0:50  | TKO     | ポーンチャイ・シスラプロム             | タイ             |                                              |
| 11           | 2002年8月24日  | ☆    | 10R      | 判定3-0 | 中谷年伸 （八尾）                      | 日本             |                                              |
| 12           | 2002年10月27日 | ☆    | 10R      | 判定3-0 | 熟山竜一 （JM加古川）                  | 日本             |                                              |
| 13           | 2003年3月2日   | ☆    | 10R      | 判定3-0 | パデット・スーンキラノーイナイ         | タイ             |                                              |
| 14           | 2003年5月18日  | ☆    | 12R      | 判定2-1 | ジェス・マーカ                         | フィリピン       | OPBF東洋太平洋バンタム級タイトルマッチ       |
| 15           | 2003年7月20日  | ☆    | 12R      | 判定2-1 | 宇野スナオ （岐阜ヨコゼキ）            | 日本             | OPBF防衛1                                    |
| 16           | 2003年11月9日  | ☆    | 10R 1:20 | TKO     | アルビン・フェリシルダ                 | フィリピン       | OPBF防衛2                                    |
| 17           | 2004年2月15日  | ☆    | 10R      | 判定3-0 | デッチチャム・シスフォーダム           | タイ             |                                              |
| 18           | 2004年5月23日  | ☆    | 12R      | 判定3-0 | ノラシン・ギャットプラサンチャイ       | タイ             | OPBF防衛3                                    |
| 19           | 2004年10月30日 | ☆    | 10R      | 判定3-0 | 鳥海純 （ワタナベ）                    | 日本             |                                              |
| 20           | 2005年4月16日  | ☆    | 12R      | 判定3-0 | ウィラポン・ナコンルアンプロモーション | タイ             | WBC世界バンタム級タイトルマッチ              |
| 21           | 2005年9月25日  | ☆    | 7R 2:18  | TKO     | ヘラルド・マルチネス                   | メキシコ         | WBC防衛1                                     |
| 22           | 2006年3月25日  | ☆    | 9R 0:19  | TKO     | ウィラポン・ナコンルアンプロモーション | タイ             | WBC防衛2                                     |
| 23           | 2006年11月13日 | ☆    | 12R      | 判定3-0 | ヘナロ・ガルシア                       | メキシコ         | WBC防衛3                                     |
| 24           | 2007年5月3日   | ☆    | 12R      | 判定3-0 | シンピウィ・ベトイェカ                 | 南アフリカ共和国 | WBC防衛4                                     |
| 25           | 2008年1月10日  | ☆    | 12R      | 判定3-0 | シモーネ・マルドロット                 | イタリア         | WBC防衛5                                     |
| 26           | 2008年6月12日  | ☆    | 2R 2:18  | TKO     | クリスチャン・ファッシオ               | ウルグアイ       | WBC防衛6                                     |
| 27           | 2008年10月16日 | ☆    | 2R 2:41  | TKO     | アレハンドロ・バルデス                 | メキシコ         | WBC防衛7                                     |
| 28           | 2009年3月12日  | ☆    | 1R 2:37  | TKO     | ヴィシー・マリンガ                     | 南アフリカ共和国 | WBC防衛8                                     |
| 29           | 2009年7月14日  | ☆    | 1R 2:28  | TKO     | ネストール・ロチャ                     | アメリカ合衆国   | WBC防衛9                                     |
| 30           | 2009年12月18日 | ☆    | 4R 2:38  | TKO     | アルバロ・ペレス                       | ニカラグア       | WBC防衛10                                    |
| 31           | 2010年4月30日  | ★    | 4R 2:59  | TKO     | フェルナンド・モンティエル             | メキシコ         | WBC陥落                                      |
| 32           | 2010年11月26日 | ☆    | 12R      | 判定3-0 | ファン・カルロス・ブルゴス             | メキシコ         | WBC世界フェザー級王座決定戦                  |
| 33           | 2011年4月8日   | ★    | 4R 0:58  | TKO     | ジョニー・ゴンサレス                   | メキシコ         | WBC陥落                                      |
| 34           | 2012年4月6日   | ☆    | 7R 2:28  | TKO     | フェリペ・カルロス・フェリックス       | メキシコ         |                                              |
| 35           | 2012年12月22日 | ☆    | 10R      | 判定3-0 | アルツロ・サントス                     | メキシコ         | 55.8kg契約10回戦                             |
| 36           | 2013年4月26日  | ☆    | 3R 2:51  | KO      | ウィラポン・ソーチャンドラシット       | タイ             | 56.2kg契約10回戦                             |
| 37           | 2013年8月12日  | ☆    | 1R 2:32  | TKO     | ヘナロ・カマルゴ                       | メキシコ         | 56.7kg契約10回戦                             |
| 38           | 2014年4月23日  | ★    | 7R 1:20  | TKO     | キコ・マルチネス                       | スペイン         | IBF世界スーパーバンタム級タイトルマッチ      |
| 39           | 2015年5月9日   | ☆    | 10R      | 判定3-0 | オラシオ・ガルシア                     | メキシコ         |                                              |
| 40           | 2015年12月11日 | ☆    | 10R      | 判定3-0 | カルロス・ルイス                       | メキシコ         |                                              |
| 41           | 2016年9月16日  | ☆    | 9R 終了  | TKO     | ウーゴ・ルイス                         | メキシコ         | WBC世界スーパーバンタム級タイトルマッチ      |
| テンプレート |                |      |          |         |                                        |                  |                                              |

## 獲得タイトル
- 第35代OPBF東洋太平洋バンタム級王座（防衛3度=返上）
- WBC世界バンタム級王座（防衛10度）
- WBC世界フェザー級王座（防衛0度）
- WBC世界スーパーバンタム級王座（防衛0度=返上）

## 主な受賞歴
ボクシング競技
- プロ・アマチュア年間表彰
  - 2003年度プロ部門 新鋭賞[48]
  - 2005年度プロ部門 最優秀選手賞（2006年1月20日）
  - 2005年度プロ部門 年間最高試合賞（=2005年4月16日 WBC世界バンタム級タイトルマッチ ウィラポン・ナコンルアンプロモーション vs. 長谷川穂積、2006年1月20日）
  - 2006年度プロ部門 最優秀選手賞（2007年1月23日）
  - 2006年度プロ部門 年間最高試合賞（=2006年3月25日 WBC世界バンタム級タイトルマッチ 長谷川穂積 vs. ウィラポン・ナコンルアンプロモーション、2007年1月23日）
  - 2008年度プロ部門 最優秀選手賞（2009年1月23日）
  - 2008年度プロ部門 KO賞（2009年1月23日）
  - 2009年度プロ部門 最優秀選手賞（2010年1月27日）
  - 2009年度プロ部門 KO賞（2010年1月27日）
  - 2010年度プロ部門 年間最高試合賞（=2010年4月30日 WBC世界バンタム級タイトルマッチ 長谷川穂積 vs. フェルナンド・モンティエル、2011年1月26日）
  - 2010年度プロ部門 技能賞（2011年1月26日）
- 神戸市スポーツ特別賞（2005年4月）[49]
- 西脇市民栄誉賞（西脇市、2005年5月29日）
- 報知プロスポーツ大賞（2005年）[50]
- 兵庫県スポーツ優秀選手特別賞（2006年）[51]
- 第60回神戸新聞平和賞、文化賞、社会賞、スポーツ賞 スポーツ賞（2006年）[52]
- 報知プロスポーツ大賞（2006年）[50]
- 第51回関西スポーツ賞特別賞（関西運動記者クラブ、2008年1月21日）
- 神戸市スポーツ特別賞（2008年2月・6月）[49]
- 報知プロスポーツ大賞（2008年）[50]
- 日本プロスポーツ大賞特別賞（2009年）[53]
- 神戸市スポーツ特別賞（2011年2月）[49]

その他
- 2010年度 第4回 ベストファーザー賞 in 関西「スポーツ部門」受賞（2010年6月3日）
- 神戸市市長表彰 花時計賞（2012年3月8日）[54]

## 交友
長谷川は粟生について「僕の自宅に（粟生）隆寛が来た時に、彼が僕のWBCのチャンピオンベルトを触りたいと言ってきたので貸してあげたんですけど、普通の人だったら5分くらいで見飽きるのに、彼は30分以上もベルトを触りながらジッと眺め続けてました。アイツの世界王座奪取への想いは凄いですよ!」と語っている。2008年10月16日、セミファイナルで粟生の初の世界戦、メインイベントで長谷川の7度目の世界タイトル防衛戦が行われ、長谷川は2RKO防衛を果たしたのに対して、粟生は王者オスカー・ラリオスから4Rにダウンを奪う絶好のチャンスを得たものの、その後は攻めあぐねて2-1の僅差判定負けで悲願の世界タイトル奪取はならなかった。勝利した直後の長谷川はリング上で「僕の試合が直前に控えてたんですけど、隆寛の試合のことばかり気になって仕方なかった。今日、隆寛は負けてしまったけど、凄く良い試合をしていて僕も勇気を貰ったから勝つことが出来ました。皆さん、どうかこれからも隆寛のことを応援してやってください」とコメントし、これを控え室で聞いていた粟生は号泣していた。そして2009年3月12日、神戸で長谷川の8度目の防衛戦が、東京で粟生のラリオスへのリベンジマッチの世界再挑戦が同時間帯に行われ、長谷川は1RKO防衛、粟生も勝利して悲願の世界王座奪取を成し遂げた。試合から数時間後の『NEWS ZERO』に2人が生出演した際に粟生が「前回は悔しい想いをしたんだから、今回は笑おうな。チャンピオンになって、世界一同士で話をしよう!俺たちの日にしよう!」という激励のメールが試合前に長谷川から送られてきたことを明かした。
名城信男とは、お互いにスパーリングパートナーを務めるなど、親交が深い。
プロ野球の埼玉西武ライオンズ（西武ライオンズ）の伊東勤監督らと親交が深めたことがある。2005年2月に西武の春季キャンプに長谷川も参加し、「世界チャンピオンになったら始球式で投げる」と西武の選手・関係者たちと約束。そして4月16日、伝説の世界王者ウィラポンに勝利を収めて世界チャンピオンになると、5月13日の西武ライオンズvs.読売ジャイアンツ戦では試合前のセレモニーで伊東勤監督から「V1」と書かれたライオンズのユニフォームをプレゼントされ、西武の選手達から胴上げされた後、約束どおり始球式に登板した。さらに翌2006年も、長谷川は西武の春季キャンプに参加した。その後、松坂がメジャーリーグに移籍した際には「長谷川スーパーチャンプへ。アメリカで待ってます」というメッセージと共にサインボールを送られた。一方、長谷川も4度目の防衛戦を迎える際に、当時マスコミとアメリカの野球ファンやスカウトの間で松坂の投げる魔球としてジャイロボールが話題になっていたこともあって「ジャイロボールからヒントを得た“ジャイロパンチ”でKO防衛します」と宣言するなど、同じ一流アスリートとして互いに刺激し合っている。長谷川の引退に際して、2005年当時の西武監督であった伊東は、「正直、残念だし寂しい気持ち。でも本当に強いチャンピオンで、いつも試合を見て勇気をもらっていた」などのコメントを発表した。同じくプロ野球選手の金本知憲・赤星憲広とも親交が深く、一緒に食事をすることもある。2010年は阪神タイガースの春季キャンプを訪問した。
K-1や総合格闘技など、他の格闘技も見ており、格闘技専門誌を定期購読している。格闘技通信に長谷川のインタビューが載ったこともある。他競技で一番好きな格闘家として五味隆典を挙げており、「キックやタックル、投げ技や寝技などを警戒しながら、あれだけ思い切りパンチで勝負が出来るのは凄い」と語っていた。また、7度目の防衛戦の約2週間前に行われたK-1 WORLD MAX 2008 FINALにて、魔裟斗が準決勝と決勝戦でダウンを奪われながらも逆転勝ちで優勝を果たしたことに刺激を受けたと語っており、「あれだけダウン食らってから巻き返すんだから、根性ありますね」と称賛した。
長谷川の大ファンであるタレントの島田紳助とは、家族ぐるみで交流している。長谷川が紳助のテレビ番組に出演した際には、他の共演者に「長谷川穂積は本物。日本のボクシング界で歴代3本の指に入る偉大な王者」と熱っぽく語っているという。神戸で行われた8度目の防衛戦では、リングサイドで試合を初めて観戦し「ほんまもんですね。不景気で本物しか生き残れない中で、長谷川穂積は本物だということを証明した。涙が止まりませんでした。」と絶賛した。
世界王者になる前から神戸市内の時計店でアルバイトをしていたが、世界王者になっても辞められずに同じアルバイトを続けていた。しかし、その時計店が入っていたダイエーの閉鎖に伴い、時計店も閉店となり辞めざるを得なくなった。
スポンサーの一社にパチンコメーカーのサンセイR&Dがいる。その関係で2012年に同社が発売したパチンコ機『CR Winning Rush with ROCKY』にも登場している。
2012年3月、交通事故の現場で、負傷者を救助し、神戸市長表彰花時計賞を受賞。
歌手の清木場俊介とも非常に仲がよく、ブログにも度々登場している。また、現在の入場テーマ「Fighting Man」は、清木場が長谷川へ捧げた曲である。